# Железнодорожная линия Плявиняс — Гулбене
Железнодорожная линия Плявиняс — Гулбене — железнодорожная линия протяжённостью 98 километров. Соединяет города Плявиняс и Гулбене. Проходит по территории Плявиньского, Мадонского, Цесвайнского и Гулбенского краёв.

## История
История линии начинается в 1903 году, когда была построена узкоколейная линия Плявиняс — Валка. Во время Первой мировой войны, в 1915—1916 гг. участок Плявиняс—Гулбене переоборудовали в ширококолейный 1524 мм). Постройка линии ускорила темпы развития близлежащих населённых пунктов. Особенно быстро развивалась Мадона, получившая в 1926 году статус города.
20 апреля 2013 год в истории железнодорожного транспорта|2013 года в результате паводка на реке Ариня,размыло насыпь на 63 километре линии (примерно в 4 км в гулбенском направлении от станции Цесвайне..На время ремонтных работ было прервано движение на участке Мадона-Гулбене и 4 мая отменён рейс Рига-Гулбене-Рига..
В 2014 году сделано ответвление между бывшим остановочным пунктом Элсте(платформа)(закрыт в 2012 году)и Гулбене,ведущее к заводу древесных гранул фирмы"LatGran".

## Движение поездов на линии
В советское время по линии один раз в сутки курсировали поезд Рига — Пыталово (в 1993 году маршрут сокращён до Вецуми, в 2001 году — до Гулбене) и грузопассажирский поезд Плявиняс — Гулбене (в 1990 годах следовал до Жигури).Рейс Плявиняс—Жигури закрыт 01 октября 1999 года. Начиная с 15 февраля 2010 года поезд из Риги в Гулбене курсирует по пятницам и воскресеньям,а из Гулбене в Ригу по субботам и понедельникам.
В остальные дни недели маршрут перенаправлен в Крустпилс.с 01 февраля 2011 года маршрут сокращён до Мадоны,но курсирует ежедневно (на Пасху был продлён до Гулбене),с апреля 2011 года введён утренний, туристический рейс Рига-Гулбене-Рига,курсируровавший сперва,каждую субботу, либо в день к нему праравненный (в праздники расписание могло меняться)(стартовый рейс Рига-Гулбене-Рига отправился на Пасху,в воскресенье 24 апреля 2011 года),в поезде имелся железнодорожник-экскурсовод. Мадонский рейс продлевали до Гулбене по особому распоряжению осенью и в конце 2011 года..с 01 октября 2011 года утренний рейс по субботам,либо в день к нему приравненный(в праздники расписание могло меняться)рейс Рига—Гулбене-Рига вводился по особому распоряжению.
С 19 мая 2012 года поезд Рига—Гулбене снова курсировал каждую субботу,либо в день к нему праравненный(в праздники расписание могло меняться) пока 13 июля вновь не ввели движение по особому распоряжению,по субботам,либо в день к нему приравненный(в праздники расписание может меняться,01 сентября 2012 года на рейсе турристического поезда в честь дня Банитиса во 2-м вагоне поезда Рига-Гулбене-Рига был оборудован вагон-кафе с бесплатными угощениями(пирожки,булочки,соки,чай,кофе),позже должность железнодорожника-экскурсовода была упразднена.С 13 июля 2012 года до 01 января 2013 года ежедневный Мадонский рейс в качестве эксперимента курсировал до Гулбене по пятницам и воскресеньям обратно по субботам и понедельникам,либо в дни к ним приравненных(в праздники расписание могло меняться).01 января 2013 года прекращено регулярное движение пассажирских поездов на участке Мадона-Гулбене кроме нескольких рейсов в году туристического,утреннего рейса по субботам или в день к нему праравненный(если попадал в праздник)по особому распоряжению,15 июня 2013 года был назначен специальный «Экспресс праздника песни и танца» Рига—Гулбене—Рига.
В 2014 году рейс Рига—Гулбене совершался 01 и 21 июня,19 июля,06 сентября,15 ноября и 20 декабря,а в период с сентября 2019 года до конца августа 2020 года назначался 3 раза,с сентября 2020 года до 31 мая 2021 года 1 раз,Поезд маршрута Рига—Мадона курсирует ежедневно,с лета 2016 года поезда Рига-Мадона курсируют до Плявиняс во все дни кроме пятниц и воскресений обратно по субботам и понедельникам,либо в дни к ним приравненных(в праздники расписание могло меняться),далее пересадка на автобус арендованный"Пассажирским поездом"и пассажиры доставлялись в Мадону на этом автобусе,с 01 июля 2017 года движение арендованного автобуса было прекращено,а поезд Рига-Мадона-Рига стал курсировать только по пятницам и воскресеньям обратно по субботам и понедельникам,либо в дни к ним приравненных(в праздники расписание могло меняться),в остальные дни маршрут стал Рига-Плявиняс,с июня 2019 года рейс Рига-Плявиняс продлён до Крустпилса,а для маршрута Рига—Мадона открыто 2 новых рейса в пятницу,либо в день к нему праравненный(в праздники расписание могло меняться)и в воскреснье,либо в день к нему приравненный днём рейс Рига-Мадона,утром в субботу,либо в день к нему праравненный(в праздники расписание могло меняться)рейс Мадона-Рига,в воскресенье,либо в день к нему праравненный(в праздники расписание могло меняться)днём отправляется поезд Рига-Мадона и вечером того же дня прибывал маршрутом Мадона-Рига,рейс в понедельник,либо в день к нему праравненный(в праздники расписание могло меняться)отменён,по раписанию с 01 июня 2021 года,а по факту с 04 июня вечерний рейс Рига—Мадона отменён,а рейс Рига-Крустпилс с 01 июня 2021 года ходит маршрутом Рига-Мадона,по пятницам либо в день к нему праравненный (в праздники расписание может меняться)Рига-Гулбене,в воскресенье,либо в день к нему праравненный(в праздники расписание может меняться)дневной рейс Рига-Мадона-Рига назначается маршрутом Рига-Гулбене-Рига,в воскресенье 19 сентября 2021 года вечерний рейс Гулбене-Рига прибыл в Ригу по расписанию субботы в 21:30(обычно в 19:00),также в расписании с 01 июня 2021,а по факту с 05 июня 2021 года на постоянной основе по субботам либо в день к нему праравненный (в праздники расписание может меняться)курсирует утренний поезд Рига-Гулбене-Рига(бывший туристический)таким образом с июня 2021 года поезда на участке Рига-Мадона-Рига курсируют ежедневно,Рига-Гулбене,в пятницу,субботу и в воскресенье,либо в дни к ним приравненных (в праздники расписание может меняться)Гулбенэ-Рига по выходным дням,в субботу(в праздники в расписании возможны изменения)2 рейса,в воскресенье,либо в день к нему праравненный(в праздники расписание может меняться)1 рейс.
Движение товарных поездов на линии интенсивностью не отличается, график на 2013—2014 гг. предусматривал 4 товарных состава в день:2 до Яункалснавы,1 до Мадоны и 1 до Гулбене.

## Станции и остановочные пункты
Станции:Плявиняс—Яункалснава-Калснава(платформа)-Марциенена-Мадона—Цесвайне-Гулбене.